# O-ring boss seal

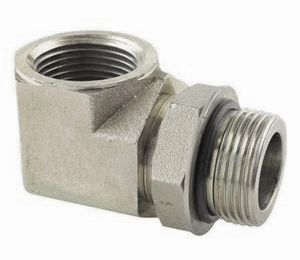
ORB-anslutning, 90°, hane och hona

O-ring Boss Seal, förkortat ORB är en utformning av hydrauliska anslutningar för rör och slang. ORB-anslutningar använder sig av en mekanisk tätning i gängan samt en o-ring, likt ORFS, skillnaden är att ORB använder o-ringen mot en fasad yta till skillnad från ORFS som använder den i ett spår mot en plan yta.

## Utformning
Nipplar och kopplingar som är utformade enligt ORB använder sig av en hanlig gänga som gängas samman med en honlig gänga, vilket skapar en mekanisk tätning. Utöver den mekaniska tätningen används en o-ring som är placerad i en bearbetad fåra, vilket vid åtdragning skapar en tätning för fluider. 

### Metrisk anslutning
ORB-anslutningarna med metrisk gänga utformas enligt ISO-standarden 6149 med metriska gängan ISO 261.

### Tum-anslutning
ORB-anslutningarna med tumgänga utformas enligt ISO-standarden 11926 med tum-gängan ISO 725 motsvarande SAE J1926 med gängan SAE J475.

## Tryckklasser
Beroende på gängans storlek kan nippeln hantera olika arbetstryck, vilka beskrivs i tabellerna nedan.
| Gänga   | Rak (MPa) | Vridbar (MPa) |
| ------- | --------- | ------------- |
| M8x1    | 63        | 40            |
| M10x1   | 63        | 40            |
| M12x1,5 | 63        | 40            |
| M14x1,5 | 63        | 40            |
| M16x1,5 | 63        | 40            |
| M18x1,5 | 63        | 40            |
| M20x1,5 | 40        | -             |
| M22x1,5 | 63        | 40            |
| M27x2   | 40        | 40            |
| M30x2   | 40        | 35            |
| M33x2   | 40        | 35            |
| M42x2   | 25        | 25            |
| M48x2   | 25        | 20            |
| M60x2   | 25        | 16            |

| Gänga        | Rak (MPa) | Vridbar (MPa) |
| ------------ | --------- | ------------- |
| 3/8-24 UNF   | 63        | 40            |
| 7/16-20 UNF  | 63        | 40            |
| 1/2-20 UNF   | 63        | 40            |
| 9/16-18 UNF  | 63        | 40            |
| 3/4-16 UNF   | 63        | 40            |
| 7/8-14 UNF   | 63        | 40            |
| 1 1/16-12 UN | 40        | 40            |
| 1 3/16-12 UN | 40        | 40            |
| 1 5/16-12 UN | 40        | 31,5          |
| 1 5/8-12 UN  | 25        | 25            |
| 1 7/8-12 UN  | 25        | 20            |